# Ловчанський потік
Ловчанський потік (словац. Lovčiansky potok) — річка в Словаччині, права притока Брановського потоку, протікає в окрузі Нові Замки.
Довжина приблизно 6.5-7.0 км. Витік знаходиться в масиві Подунайські пагорби (геоморфологічна підодиниця Гронські пагорби); на висоті близько 170 метрів.
Протікає територією сіл Вельке Ловце і Браново. Впадає у Брановський потік на висоті приблизно 125-127 метрів.